# Estación de Mora la Nueva
Mora la Nueva (en catalán y según Adif: Móra la Nova) es una estación de ferrocarril situada en el municipio español de Mora la Nueva, en la provincia de Tarragona, comunidad autónoma de Cataluña. Dispone de servicios de Media Distancia.
Históricamente, la estación de Mora la Nueva acogió unas amplias instalaciones ferroviarias por encontrarse en una situación estratégica de la ruta Madrid-Barcelona. Estas incluyeron un importante depósito de locomotoras, así como una extensa playa de vías, un enclavamiento centralizado para los cambios de aguja, muelle-almacén de mercancías, etc. También dispuso de un amplio edificio de viajeros, el cual contrastaba con el pequeño tamaño de la población a la que servía. No obstante, en las últimas décadas la importancia de las instalaciones ha disminudo, así como el tráfico ferroviario que transita por sus vías.
En la actualidad el recinto acoge el denominado Centro de Interpretación del Ferrocarril de Mora la Nueva.

## Situación ferroviaria
La estación se encuentra en el punto kilométrico 531,3 de la línea férrea de ancho ibérico que une Miraflores con Tarragona, a 39 metros de altitud, entre las estaciones de Ascó y de Guiamets. El tramo es de vía única y está electrificado. 

## Historia
La estación fue inaugurada el 8 de abril de 1891 con la apertura del tramo Marsá-Mora la Nueva de la línea férrea que enlazaba Samper con Roda de Bará, por parte de la Compañía de los ferrocarriles de Tarragona a Barcelona y Francia (TBF). Ese mismo año TBF había logrado un acuerdo de fusión con MZA que no se haría efectivo hasta 1899 y que permitía a MZA conectar Barcelona con Madrid vía Zaragoza. Aun así TBF mantuvo cierta autonomía dentro de la nueva compañía, autonomía que conservaría hasta 1936.
Su situación a mitad de camino entre Zaragoza y Barcelona —así como el ambicioso plan de enlaces proyectado por la compañía con trayectos de Mora a Tortosa, Mora a Gandesa, y Fayón a Mequinenza y Lérida— dieron lugar a una estación desproporcionada en relación con el núcleo urbano en el que se encontrada y donde llegaron a trabajar más de 1000 personas. Aunque muchos de estos enlaces no se cumplieron o no pasaron finalmente por Mora, el recinto se convirtió en término de los trenes que venían de Zaragoza y Reus. Esto supuso a la construcción de vías generales de mercancías, de depósito y cocheras que se unieron a las ya existentes. La gestión de la playa de vías llevó a instalar un enclavamiento de palancas Sistema Saxby y Farmer, que manejaba un total de 50 agujas y cerrojos y que junto a semáforos y señales permitían gestionar el tráfico. Este sistema fue sustituido en 1928 por la primera torre de enclavamiento electromecánica existente en Europa y que aún se conserva en el andén lateral.
En 1941, la gestión de la estación pasó a manos de RENFE tras nacionalizarse el ferrocarril en España. Bajo gestión de RENFE la ruta Madrid-Barcelona a través de Mora la Nueva se consolidó como el principal eje de comunicación ferroviaria entre las dos grandes ciudades, llegando a electrificarse el trazado y algunas vías de la estación. 
Desde el 1 de enero de 2005, tras la extinción de RENFE, Adif es la titular de las instalaciones ferroviarias mientras que Renfe Operadora explota la línea.

## La estación
Mora la Nueva conserva su edificio original, de estilo ecléctico, y catalogado como Bien Cultural de Interés Local por la Generalidad de Cataluña. Está compuesto por un pabellón central de tres pisos al que se anexan dos alas laterales de menor altura. Varios frontones decoran la parte alta del edificio que ha sido repintado de color verde y salmón en su última remodelación en el año 2007. El recinto cuenta con venta de billetes, cafetería, aseos, sala de espera y aparcamiento.

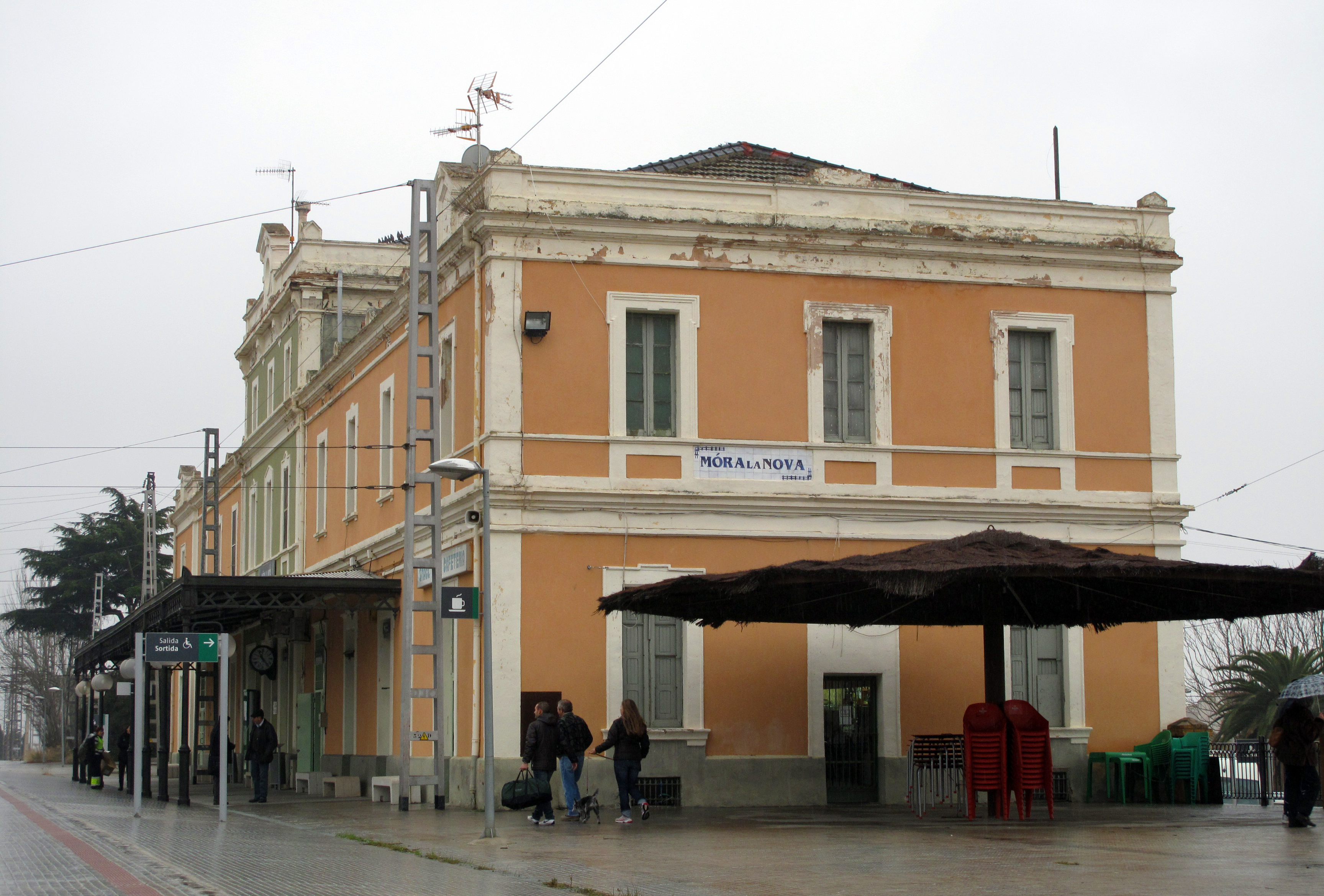
Edificio de viajeros de la Estación en 2014.

Si bien su playa de vías se ha visto reducida con el paso de los años, la estación sigue contando con una vía principal (vía 1) y cinco vías derivadas de la misma (vías 2,3,5,7 y 9). Dispone además de tres vías muertas aunque solo una, la vía 4 —que proviene de Reus—, se mantiene en uso. El acceso a las vías se realiza gracias a tres andenes, uno lateral y dos centrales. Solo el lateral está cubierto con una marquesina adosada al edificio de viajeros. 
La amplitud de sus instalaciones es usada por Renfe para estacionar material generalmente en desuso. Desde la década de 2000 una parte del complejo ferroviario fue rehabilitada para acoger la sede del Centro de Interpretación del Ferrocarril de Mora la Nueva.

## Servicios ferroviarios

### Media Distancia
Renfe Operadora presta servicios de Media Distancia gracias a sus trenes Regional Exprés y Regional en los trayectos que unen Mora la Nueva con Zaragoza, Barcelona, Flix, Caspe y Ribarroja de Ebro.
| Línea MD | Trenes                   | Origen/Destino                       |  | Destino/Origen                              | Equivalente Rodalies de Catalunya |
| -------- | ------------------------ | ------------------------------------ |  | ------------------------------------------- | --------------------------------- |
|          | Regional Exprés          | Madrid-Chamartín                     |  | Barcelona-Estación de Francia               | Sin equivalencia                  |
| 34       | Regional Regional Exprés | Zaragoza-Delicias Caspe              |  | Mora la Nueva Barcelona-Estación de Francia | Sin equivalencia                  |
| 36       | Regional Exprés          | Ribarroja de Ebro Flix Mora la Nueva |  | Barcelona-Estación de Francia               |                                   |